# Біла (гміна, Прудницький повіт)
Гміна Біла (пол. Gmina Biała) — місько-сільська гміна у південно-західній Польщі. Належить до Прудницького повіту Опольського воєводства.
Станом на 31 грудня 2011 у гміні проживало 11001 особа.

## Територія
Згідно з даними за 2007 рік площа гміни становила 195.82 км², у тому числі:
- орні землі: 75.00%
- ліси: 18.00%

Таким чином, площа гміни становить 34.28% площі повіту.

## Населення
Станом на 31 грудня 2011:
| Опис     | Загалом | Загалом | Чоловіки | Чоловіки | Жінки | Жінки |
| -------- | ------- | ------- | -------- | -------- | ----- | ----- |
| одиниця  | осіб    | %       | осіб     | %        | осіб  | %     |
| все      | 11001   | 100     | 5274     | 47.94    | 5727  | 52.06 |
| міське   | 2528    | 100     | 1205     | 47.67    | 1323  | 52.33 |
| сільське | 8473    | 100     | 4069     | 48.02    | 4404  | 51.98 |

## Сусідні гміни
Гміна Біла межує з такими гмінами: Ґлоґувек, Корфантув, Любжа, Прудник, Прушкув, Стшелечкі.